# Mitterberg-Sankt Martin
Mitterberg-Sankt Martin, Mitterberg-St. Martin – gmina w środkowej Austrii, w kraju związkowym Styria, w powiecie Liezen, wchodzi w skład ekspozytury politycznej Gröbming. Według Austriackiego Urzędu Statystycznego liczyła 1932 mieszkańców (1 stycznia 2015).